# 네이선 드레이크
네이선 드레이크(영어: Nathan Drake)는 너티 독이 개발한 비디오 게임 시리즈 《언차티드》의 주인공이다.
너티 독은 드레이크의 외모와 성격을 조니 녹스빌, 해리슨 포드, 펄프 잡지, 소설, 영화의 영웅들에 기반을 두었다. 의지가 강하고 종종 농담을 잘 한다. 디자이너들은 드레이크에게 환경에 대한 현실적인 반응을 하는 것에 중점을 두었다. 예를 들어, 달리는 동안 비틀거리고, 도약하는 동안 거의 물건을 치우지 않으며, 자신이 처한 상황의 부조리함을 인식한다는 것이다.